# Чинчилови плъхове
Чинчилови плъхове (Abrocomidae) е семейство високопланински южноамерикански гризачи представено от девет съвременни вида. Поради начина си на живот и местообитанията представителите на семейството са слабо проучени.

## Разпространение
Представителите на семейството обитават Андите от Перу до Чили. Местообитанията им включват каменистите планински склонове на надморска височина до 5000 m.

## Описание
Дължината на тялото на чинчиловите плъхове варира в рамките на 15 — 25 cm. На външен вид наподобяват на плъхове със заострена муцунка, големи очи и уши. Крайниците не са особено дълги. Предните са снабдени с 4 пръста, а задните с 5. Пръстите на задните крайници притежават дълги косми, подобно на представителите на други семейства. Ноктите са тъпи и малки. Опашката е по-къса от дължината на тялото и обрасла с козина. Космената покривка е кафеникаво-сива, дълга, гъста и мека. Поради тази причина идва и името на семейството. Зъбната формула е {\displaystyle {\tfrac {1.0.1.3}{1.0.1.3}}}.

## Класификация
- Семейство Abrocomidae – Чинчилови плъхове
  - †Protabrocoma
    - †Protabrocoma antigua

  - Abrocoma
    - Abrocoma bennettii
    - Abrocoma boliviensis
    - Abrocoma budini
    - Abrocoma cinerea
    - Abrocoma famatina
    - Abrocoma schistacea
    - Abrocoma uspallata
    - Abrocoma vaccarum

  - Cuscomys
    - Cuscomys ashaninka
    - †Cuscomys oblativus